# 로버트 다비
로버트 다비(Robert John Davi, 1953년 6월 26일 ~ )는 미국의 배우이다.

## 출연 작품
- 007 살인면허
- 구니스 (1985)